# Avril 1935

## Événements
- 1er avril : Les Murphy s'impose sur une MG lors du Grand Prix d'Australie.
- 2 avril : liaison aérienne Paris-Alger.
- 3 avril : publication de Flore laurentienne du frère Marie-Victorin.
- 6 avril : les dirigeables allemands effectuent désormais des traversées de l'Atlantique Sud. Le trajet entre l'Allemagne et le Brésil prend 71 heures. Les concurrents français restent sereins avec un trajet Toulouse-Brésil de seulement 42 heures et 30 minutes.
- 13 avril : Henry Ford inaugure une ligne de fret régulière entre Chicago et Détroit.
- 14 avril : 
  - Conférence de Stresa - L’Italie, la France et le Royaume-Uni forment un front commun contre la violation par l’Allemagne du traité de Versailles (rétablissement de la conscription) et la menace d’Anschluss en Autriche.
  - Mille Miglia
- 15 avril : premier vol du bombardier-torpilleur américain Douglas TBD Devastator.
- 17 avril, France : le ministre des PTT Georges Mandel annonce la mise en place d’émissions de télévision à la station de Paris-PTT.
- 19 avril : création du Parti allemand des Sudètes en Tchécoslovaquie. Le parti pronazi de Konrad Henlein obtient près d’un tiers des suffrages de l’électorat allemand.
- 22 avril : Grand Prix automobile de Monaco.
- 26 avril, France : première émission officielle de télévision.
- 27 avril : 
  - Ouverture du métro de Moscou dont les travaux ont été suivis par Nikita Khrouchtchev.
  - Début de l'exploitation passager sur le réseau de la Régie Air Afrique.
- 28 avril : Targa Florio.
- 30 avril : un équipage américain relie Los Angeles et New York en 11 heures et 5 minutes sur un Douglas DC-1.

## Naissances
- 1er avril : 
  - Younoussa Bamana, homme politique français († 22 juin 2007).
  - Anatoli Vichnevski, Démographe, économiste et écrivain russe († 15 janvier 2021).
- 2 avril : Abdelhamid Zouba, joueur de football algérien († 2 février 2022).
- 4 avril : Robert Chapuis, évêque français, évêque émérite de Mananjary (Madagascar) († 8 mars 2009).
- 7 avril : Louis Proost, coureur cycliste belge († 3 février 2009).
- 8 avril : Yvan Canuel, acteur († 26 décembre 1999).
- 12 avril : Fadéla M'Rabet, écrivaine, docteure en biologie, enseignante, femme de lettres, féministe algérienne († 12 mai 2025).
- 14 avril : Susan Cunliffe-Lister, femme politique, comtesse de Swinton († 12 mars 2023).
- 15 avril : Jacques Boudet, acteur français († 15 juillet 2024).
- 19 avril : Justin Francis Rigali, cardinal américain, archevêque de Philadelphie.
- 21 avril : Charles Grodin, acteur américain († 18 mai 2021).
- 22 avril : Rita Johnston, première femme à être première ministre de la Colombie-Britannique.
- 23 avril : Guy de Rougemont, peintre et sculpteur français († 19 août 2021).
- 27 avril : Sady Rebbot, comédien de doublage français († 12 octobre 1994).
- 29 avril : April Ashley, actrice et mannequin célèbre pour sa lutte pour les droits des personnes transgenres († 27 décembre 2021).

## Décès
- 2 avril : Rémy Cogghe, peintre belge (° 31 octobre 1854).
- 13 avril : Marius Gourdault (1859-1935), peintre impressionniste français, a vécu et mort au 26 Rue Raspail à Vanves.
- 19 avril : Willis Keith Baldwin, homme politique fédéral provenant du Québec.
- 22 avril : Richard Paraire, peintre et photographe français (° 30 janvier 1869).